# فربيون صومالي
فربيون صومالي (الاسم العلمي: Euphorbia somalensis) هو نوع من النباتات يتبع جنس الفربيون من الفصيلة الفربيونية.